# Abschnittsbefestigung Dornig

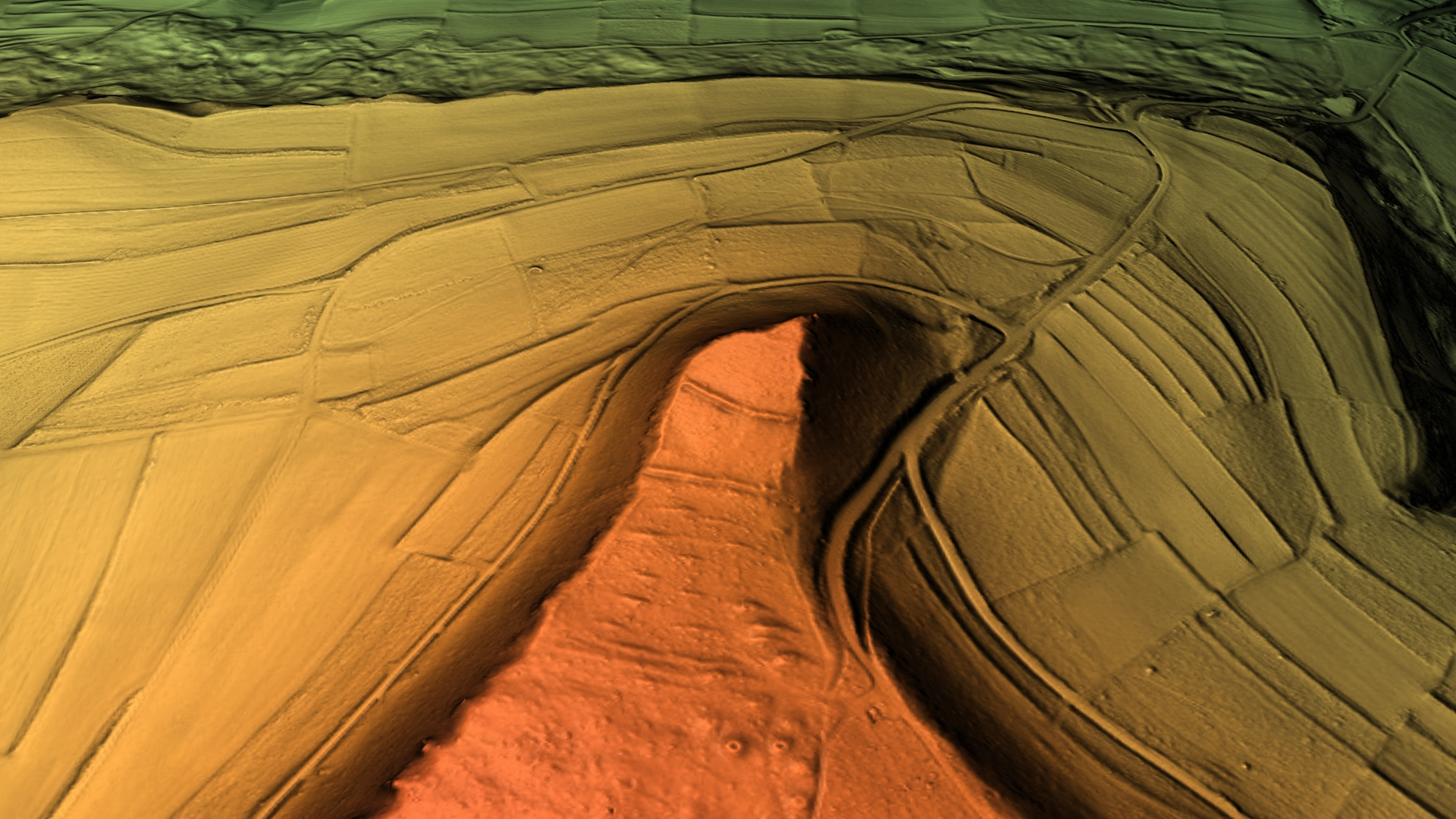
3D-Ansicht des digitalen Geländemodells

Die Abschnittsbefestigung Dornig ist eine abgegangene frühmittelalterliche Befestigungsanlage auf der Nordspitze des namensgebenden Berges Dornig, einer sehr langen und schmalen Bergzunge zwischen zwei tief in die Fränkische Alb eingeschnittenen Bachtälern. Sie befindet sich etwa 1300 Meter südsüdwestlich der katholischen Filialkirche St. Gumbert und Nikolaus im Ortsteil Stublang der Stadt Bad Staffelstein im oberfränkischen Landkreis Lichtenfels in Bayern, Deutschland. Über diese Abschnittsbefestigung sind keine geschichtlichen oder archäologischen Informationen bekannt. Die in älterer Literatur als frühgeschichtlich bezeichnete Anlage wird heute grob als mittelalterlich datiert, und dürfte aufgrund der Konstruktionsmerkmale wohl während des Frühmittelalters bzw. in karolingisch-ottonischer Zeit erbaut und genutzt worden sein. Erhalten hat sich von der Anlage eine zweifache Abschnittsbefestigung, die Stelle ist als Bodendenkmal Nummer D-4-5932-0051: Abschnittsbefestigung des Mittelalters geschützt.

## Beschreibung
Die 115 Meter lange und maximal 65 Meter breite Befestigung befindet sich auf 502,5 m ü. NN Höhe und damit rund 200 Höhenmeter über dem Talgrund des Lauterbaches und seiner Nebentäler auf der nach Nordnordosten gerichteten Spitze des Dornig. Die etwa fünf Kilometer lange, nach Nordwesten gerichtete Bergzunge des Dornig läuft an ihrem Ende spitz zu und ändert ihre Richtung nach einer leichten Einsattelung nach Nordnordosten. Drei Seiten der Befestigungsanlage sind durch den Steilabfall der Hänge von Natur aus gut geschützt, nur die Angriffsseite im Südsüdwesten musste besonders gesichert werden. Hierzu wurde 115 Meter vor der Bergspitze ein 65 Meter langer und gerade verlaufender Abschnittswall angelegt, der im Westen an die Hangkante anschließt, sie im Osten aber nicht ganz erreicht. An diesem Wallende schließt sich innen im rechten Winkel eine künstlich abgeböschte Geländekante an, so dass eine Torgasse zwischen ihr und der Hangkante entstand. Diesem noch 1,5 Meter hohen Wall wurde an der Außenseite zusätzlich ein fünf Meter breiter und nur noch 0,5 Meter tiefer Graben vorgelegt.
Die 65 mal 45 bis 50 Meter große Innenfläche dieser Vorburg ist an ihrem Westrand durch einen nur noch schwach ausgeprägten Randwall an der künstlich versteilten Hangkante mit dem inneren Befestigungssystem verbunden. Die Ostseite weist dagegen nur eine versteilte Hangkante auf. Etwa 45 Meter nach dem äußeren Abschnittswall wird der Bergsporn von einer zweiten Befestigungslinie überquert. Dieser etwa 50 Meter lange innere Wall zieht sich leicht nach außen geschwungen von Westnordwest nach Osten. Auch dieser Wallzug ist im Westen mit der Hangkante verbunden, im Osten endet er zwei Meter vor der Kante. Der Wall erreicht noch eine Höhe von einem Meter bei einer Breite von fünf Metern. Auch ihm war ein Graben vorgelagert, dieser ist heute kaum noch wahrnehmbar. Die Fläche der so abgeriegelten Kernburg ist bis zur Spornspitze noch 55 Meter lang und weist an ihren Rändern außer einer künstlich versteilten Hangkante keine weiteren Befestigungsspuren auf. Der frühere Zugang zur Anlage befand sich an der Ostseite des Bergspornes, wo die beiden Abschnittswälle die Hangkante nicht erreichen. Der heutige Durchbruch durch den äußeren Abschnittswall wenig östlich seiner Mitte ist rezent.